# Goede tijden, slechte tijden
Pour les articles homonymes, voir Goede.
Goede tijden, slechte tijden (trad. litt. : « Les Bons et les mauvais moments »), également connu sous le sigle GTST, est un soap opera néerlandais créé par Reg Watson et diffusé depuis le 1er octobre 1990 sur RTL4. C'est le plus long soap-opera néerlandais. Son succès a amené la télévision allemande à créer sa propre version de la série en produisant Au rythme de la vie (Gute Zeiten, schlechte Zeiten).
Ce feuilleton est inédit dans les pays francophones.

## Synopsis
L'histoire se déroule autour d'un groupe de familles habitant la ville imaginaire de Meerdijk.

## Distribution
- Cynthia Abma : Bianca Bouwhuis-Brandt (2010-2013)
- Oscar Aerts : Vincent Muller (2013- )
- Lieke Antonisen : Daphne van den Bosch (2015)
- Ingeborg Ansing : Pamela de Jong (2011)
- Jim Bakkum : Fiyero (2012)
- Annette Barlo : Lies de Weerdt (2009)
- Julia Batelaan : Amy Kortenaer (2007-2012)
- Dorian Bindels : Daan Stern (2018-)
- Ottelien Boeschoten : la docteur Dellemijn (2011)
- Charlotte Besijn : deux rôles - Barbara Fischer et la visagiste (1995-2011)
- Faye Bezemer : Lana Langeveld (2017-)
- Brechtje Kat : Eshly Bakker (2017)
- Gaby Blaaser : Sacha Kramer (2014-2016)
- Hanna Black : Yasmin Sanders-Fuentes (2002–2005)
- Audrey Bolder : Julia Loderus (2013- )
- Filip Bolluyt : 2 rôles : Lex Zandstra et Tony van Grimbergen (1991-1997)
- Freerk Bos : Joop Driessen (2015-2016)
- Bartho Braat : Jef Alberts (1991- )
- Tamara Brinkman : Charlie Fischer (1996-2009)
- Aafke Buringh : Arts van Lunteren (2013)
- Poal Cairo : Daryl de Groot (2014-2015)
- Leontien Ceulemans : Eveline van Wessem (1996-1997)
- Chrisje Comvalius : Dorothea Grantsaan (2004-2008)
- Mylène d'Anjou : Jet Huisman (2011)
- Caroline De Bruijn : Janine Elschot (1992- )
- Elly de Graaf : Rosa Gonzalez (2000-2011)
- Sven de Wijn : un infirmier (2011-2012)
- Roel Dirven : trois rôles : Bas van Dam (2012), Henk Hooijmans (2016), et Flo Wagenaar (2018)
- Ferry Doedens : Lucas Sanders (2009- )
- Judy Doorman : Annemiek van Oostrom (2010)
- Edo Douma : Harry Driessen (1991)
- Nanette Edens : Marije (2017)
- Rick Engelkes : Simon Dekker (1998)
- Jennifer Evenhuis : Gerda van Bavel (2005)
- Ruud Feltkamp : Noud Alberts (2006- )
- Joey Ferre : Carlos Ramirez (2018)
- Mariëlle Fiolet : Tante Nel (2000-2002)
- Stijn Fransen : Sam Dekker (2015-2018)
- Everon Jackson Hooi : Bing Mauricius (2005- )
- Brûni Heinke : Helen Helmink (1992-1998)
- Kenneth Herdigein : Stanley Mauricius (2006-2018)
- Steef Hupkes : l'élève (1998)
- Nadja Hüpscher : Elise Kill (2016-)
- Tim Immers : Mark de Moor (1992-2018)
- Marjolein Keuning : Maxime Sanders (2008- )
- Sander Jan Klerk : Bas Luster (2015)
- Miro Kloosterman : Thijs Kramer (2014-2017)
- Jord Knotter : Job Zonneveld (2016-2017)
- Jan Kooijman : Danny de Jong (2009-2012)
- Betje Koolhaas : Suzanne Jacobs (2004-2005)
- Arnost Kraus : William Smit (1999)
- Dave Mantel : Menno Kuipers (2013-2018)
- Madj Mardo : Vincent (2009)
- Robin Martens : Rikki de Jong (2010- )
- Jette van der Meij : Laura Selmhorst (1990- )
- Camilla Meurer : Monica de Klein (2013)
- Urvin Monte : Felix Jagtman (2017)
- Marian Mudder : Docteur Samantha van Londen (2011)
- Funda Müjde : Elif Baydar (2012- )
- Boy Ooteman : Wim (2015)
- Elvira Out : Bianca Bouwhuis-Brandt (2013- )
- Pip Pellens : Wiet van Houten (2010-2011, 2012, 2013- )
- Winston Post : Benjamin Borges (2000-2004)
- Céline Purcell : Femke Blok (2013- )
- Joris Putman : Morris Fischer (2004-2010)
- Gigi Ravelli : Lorena Gonzalez (2007- )
- Rosa Reuten : Tessa de Waal (2008)
- Emiel Sandtke : Dex Huygens (2008-2010)
- Peggy Jane de Schepper : Gwen Faber (2001-2002)
- Beau Schneider : Tim Loderus (2012- )
- Inge Schrama : Sjors Langeveld (2003-2017)
- Joep Sertons : Anton Bouwhuis (2010- )
- Nienke Sikkema : Mme Hertog-Boulanger (1994-2000)
- Barbara Sloesen : Anna Brandt (2014-2017)
- Eva Smid : l'infirmière (2016)
- Ferri Somogyi : Rik de Jong (1995-2002, 2003, 2004, 2007- )
- Michel Sorbach : Deux rôles (John van Tongeren et Le gynécologue Brugman) (1997-2011)
- Guido Spek : Sjoerd Bouwhuis (2010- )
- Lennart Timmerman : Pim (2014)
- Coby Timp : Nora Daniël (1992-1995)
- Henriëtte Tol : Karin Alberts (1991-1992)
- Dela Maria Vaags : 2 rôles : Conrectrice Leeman et Emmy Wart (1991-2008)
- Casper van Bohemen : Frits van Houten (1991-2016)
- Vajèn van den Bosch : Moon van Panhuys (2016)
- Rein van Duivenboden : Bobby Zwanenberg (2019-2020)
- Stephanie van Eer : JoJo Abrams (2018-)
- Robine van der Meer : Meike Griffioen (2000-2002)
- Marly van der Velden : Nina Alberts-Sanders (2005- )
- Alexander van Heteren : Guus Tuinman (2005)
- Geerteke van Lierop : 2 rôles, Mayke van Erp et Marjan van Velzen (2012-2018)
- Hylke van Sprundel : Le procureur de la République (2010)
- Mary-Lou van Stenis : Tanya Dupont (2011)
- Buddy Vedder : Rover Dekker 2015-2017
- Hetty Verhoogt : (1993)
- Erik de Vogel : Ludo Sanders (1995)
- Kevin Wekker : Brian (2016)
- Jennifer Welts : Noortje Nieuwenhuis (2021)
- Ingeborg Wieten : Suzanne Carpenter-Balk (1999-2000)
- Catalijn Willemsen : Els Schuijt (2011)
- Toprak Yalçiner : Nuran Baydar (2012- )
- Dilan Yurdakul : Aysen Baydar (2012- )
- Wouter Zweers : Quinn Streefkerk (2016)